# Le Cinq mai (Berlioz)
Le Cinq mai est une cantate composée par Hector Berlioz, entre 1831 et 1835, pour  basse, chœur et orchestre. La création a lieu le 22 novembre 1835 dans la salle du Conservatoire, sous la direction de Narcisse Girard, la partie de basse étant tenue par vingt chanteurs.

## Composition
Hector Berlioz entreprend de composer une cantate pour Basse, chœur et orchestre, consacrée à la mort de Napoléon (le 5 mai 1821) entre 1831 et 1835. Le texte est un poème de Béranger « dont Berlioz reconnaissait la médiocrité (ce qui était presque sacrilège à l'époque) mais où il voyait l'occasion d'exprimer un sentiment musical ».
Pierre Citron n'ignore pas que « Napoléon, de nos jours, peut apparaître comme un symbole de despotisme, mais [il] était le dieu des libéraux pendant toute une période antérieure à 1830, où Berlioz s'était formé ». La partition, qui avait été proposée au roi des Français Louis-Philippe Ier en 1840, est finalement dédiée au peintre Horace Vernet, ancien directeur de la villa Médicis à Rome.

## Création
La première audition publique du Cinq mai a lieu lors d'un « Concert Berlioz », le 22 novembre 1835 dans la salle du Conservatoire, sous la direction de Narcisse Girard, la partie de basse étant tenue par vingt chanteurs. Le 13 décembre 1835, dans la même salle, le compositeur dirige lui-même la deuxième audition, avec dix basses pour la partie de soliste.
Le Cinq mai va connaître une carrière importante en Allemagne : la première audition pour basse soliste, chœur et orchestre a lieu à Dresde le 17 février 1843 avec Johann Michael Wächter, qui chante naturellement en allemand : selon Berlioz, qui dirige ce concert, le public et les artistes en sont « le plus vivement touché ». Par la suite, l'œuvre est présentée en concerts à Hambourg, le 22 mars 1843, par Joseph Reichel, « immense voix de basse » qui interprète à nouveau la cantate le 23 mai à Darmstadt. L'œuvre est encore « royalement exécutée » à Hanovre le 6 mai.
Berlioz dirige le premier concert de la nouvelle saison de la Société Philharmonique avec la création de Sara la baigneuse dans sa version pour trois chœurs et une dernière audition du Cinq mai, le 22 octobre 1850 : il ne fera plus figurer cette cantate dans ses programmes de concert, à partir de cette date.

## Présentation
Publiée sous le numéro d'op. 6, Le Cinq mai est référencée H74 dans le catalogue des œuvres de Berlioz établi par le musicologue américain Dallas Kern Holoman.
La partition, Larghetto en ut majeur, à quatre temps (noté ), réclame un chœur à six voix (SATTBB) et un grand orchestre : 2 flûtes, 2 clarinettes en Ut et 4 bassons, pour les pupitres des vents, 4 cors (2 en Mi, 2 en Ut grave), 2 trompettes en Fa et 3 trombones, pour les pupitres de cuivres. La percussion se limite à la grosse caisse — sans timbales. Le quintette à cordes classique est des premiers violons, seconds violons, altos, violoncelles et contrebasses.

## Analyse
Dans ses Mémoires, Berlioz témoigne d'une estime limitée pour son « éternel Cinq mai » : 

« Eh bien ! au Dies irae, au Tuba mirum, au Lacrymosa, à l'Offertoire du Requiem, aux ouvertures de Benvenuto et du Roi Lear, à Harold, à sa Sérénade, à ses Pèlerins et à ses Brigands, à Roméo et Juliette, au concert et au bal de Capulet, aux espiègleries de la Reine Mab, à tout ce que j’ai fait entendre à Berlin, il y a des gens qui ont préféré tout bonnement Le Cinq mai !… Les impressions sont diverses comme les physionomies, je le sais ; mais quand on me disait cela je devais faire une singulière grimace. Heureusement que je cite là des opinions tout à fait exceptionnelles. »

Néanmoins, « la touche personnelle caractéristique de Berlioz est présente dans toute l'œuvre et témoigne de sa maîtrise, dès cette époque, des techniques de composition orchestrale ».

## Discographie
- Ruud van der Meer (basse), Dutch Radio Choir & Radio Symphony Orchestra, dirigés par Jean Fournet (1988, Denon CO-72886) avec La Mort d'Orphée, L'Impériale et la Scène héroïque — concert public du 18 janvier 1987.Pierre-René Serna signale cet enregistrement réunissant des « pièces rares et magnifiques, remarquablement restituées[19] ».
- Hector Berlioz : The Complete Works (27 CD, Warner Classics 0190295614447, 2019)
Le Cinq mai (H 74) par Laurent Naouri (basse), le chœur Les Éléments, l'Orchestre national du Capitole de Toulouse et Michel Plasson (dir.), CD 10

### Biographie
- Hector Berlioz, Mémoires, Paris, Flammarion, coll. « Harmoniques », 1991 (ISBN 978-2-7000-2102-8) présentés et annotés par Pierre Citron,
- Pierre Citron, Cahiers Berlioz no 4, Calendrier Berlioz, La Côte-Saint-André, Musée Hector-Berlioz, 2000 (ISSN 0243-3559).

### Monographies
- Pierre-René Serna, Berlioz de B à Z, Paris, Van de Velde, 2006, 264 p. (ISBN 2-85868-379-4)